# Kamienice krakowskie
Kamienice krakowskie – swoisty typ kamienic występujący głównie w obszarze wyznaczonym przez mury obronne miasta lokacyjnego, choć także w innych częściach miasta, m.in. na Kazimierzu, Stradomiu i Kleparzu. Przez Encyklopedię Krakowa PWN określane jako swoiste zjawisko kulturowo-społeczne i architektoniczne (s. 379-381). Najbardziej zbliżone do krakowskich są kamienice śląskie, w tym zwłaszcza kamienice wrocławskie. 

## Dziedzictwo kulturowe krakowskich kamienic
Obecnie, według Władysława Komorowskiego, pomimo tak znacznego uszczuplenia (w XIX i niemal całym XX w. średniowieczna i nowożytna substancja architektoniczna krakowskich kamienic uległa degradacji), krakowski kompleks urbanistyczny pozostaje największym w Polsce zespołem kamienic czasów staropolskich (Encyklopedia Krakowa PWN, s. 381). Wspomniana encyklopedia wymienia kilkadziesiąt krakowskich kamienic z nazwy (wymienione obiekty o nazwie kamienice - s. 356-379; wymienione obiekty o nazwie dom - s. 157-163, wymienione obiekty o nazwie pałac - s. 719-734). W rozwoju kamienic krakowskich wyróżnia się trzy etapy: 
1. etap wstępny (połowa XIII - połowa XIV w.)
2. etap zasadniczy (połowa XIV - połowa XVIII w.)
3. etap schyłkowy (połowa XVIII - połowa XVIII w.)

Kamienice krakowskie posiadają wartość zabytkową, głównie architektoniczną i są wpisane do rejestru zabytków. Dodatkowo posiadają one wartość turystyczno-poznawczą. Nie stanowią per se głównych atrakcji turystycznych Krakowa, lecz są w zainteresowaniu wymagających turystów (m.in. koneserów architektury, miłośników historii, znawców literatury i sztuki). Wśród kamienic krakowskich szczególne miejsce zajmują kamienice Starego Miasta w Krakowie, które od 1978 r. są wpisane na listę światowego dziedzictwa UNESCO.

## Charakterystyka architektoniczna
- Obecnie nie wiadomo jak wyglądały pierwotne czy dawne kamienice krakowskie, te z XII-XIV wieku. Najprawdopodobniej były to duże obiekty w formie kubicznych brył, zbliżone do rozmiarów budowli zamkowych. Istnienie tej pierwotnej zabudowy można dostrzec w obecnych kamienicach narożnych (np. Kamienica Mennica). Były monumentalne i niemal pozbawione dekoracji, zwłaszcza portali, dobrymi przykładami są Kamienica pod Gruszką czy Kamienica Pod Jeleniem, ewentualnie Kamienica Korlansowska.
- Wiek XIV (panowanie Kazimierza III Wielkiego) to okres największej ewolucji urbanistycznej w Krakowie. W tym okresie powstała zabudowa szeregowa z podziałem na dwie części - frontową (kamienica) oraz podwórkową (gospodarstwo).
- Do końca XVI w. kamienice krakowskie charakteryzowały się wysokim poziomem artystycznym, który zaczął się obniżać dopiero w drugiej połowie XVII wieku. W tym okresie powstawały sklepienia krzyżowo-żebrowe oraz renesansowe i barokowe attyki, ale także ikonografie, polichromie. Dobrymi przykładami są Kamienica pod Jaszczurką, Kamienica pod Gruszką.
- Druga połowa XVI w. i pierwsza połowa XVII w. to najdynamiczniejszy rozkwit kamienic krakowskich. Charakterystyczne dla tego okresu są takie cechy jak: dobudowane drugie piętra, murowane oficyny tylne, drewniane ganki. Dobrymi przykładami są Kamienica Pod Jagnięciem, Kamienica Pod Kanarkiem czy Kamienica pod Matką Boską.
- Potop szwedzki zahamował rozwój kamienic krakowskich. Ich powolna odbudowa (ta z drugiej połowy XVII w.) została wstrzymana w trakcie wojny północnej.
- Druga połowa XVIII wieku to poprawa stanu technicznego kamienic. Dobrymi przykładami są: Kamienica Fritscha, Kamienica Nagotowska czy Kamienica pod św. Anną.
- Wiek XIX oraz początek XX to nowe, skromne formy niedorównujące dawnej świetności XVI-wiecznych kamienic krakowskich.

## Galeria

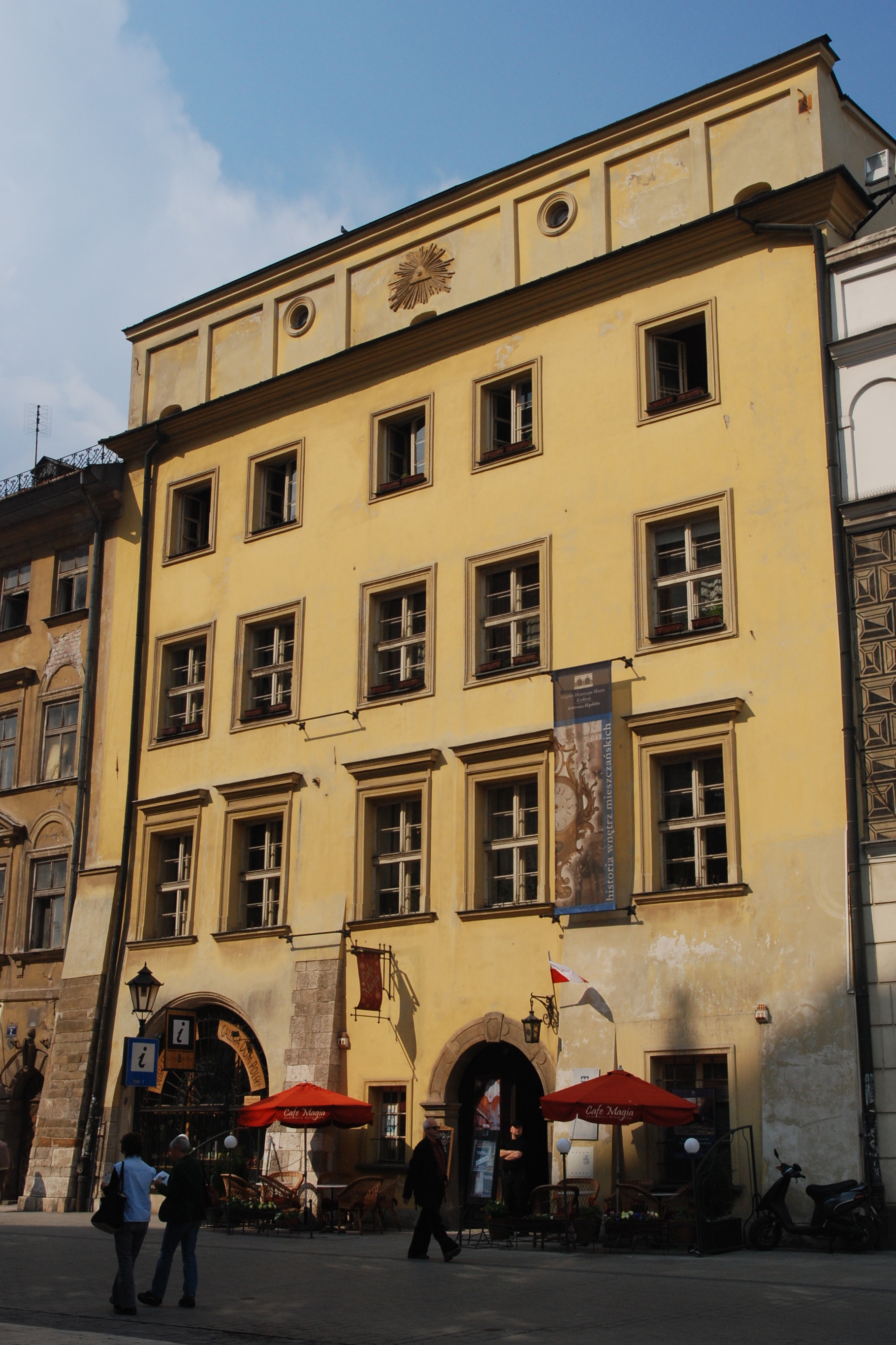
Kamienica Hipolitów
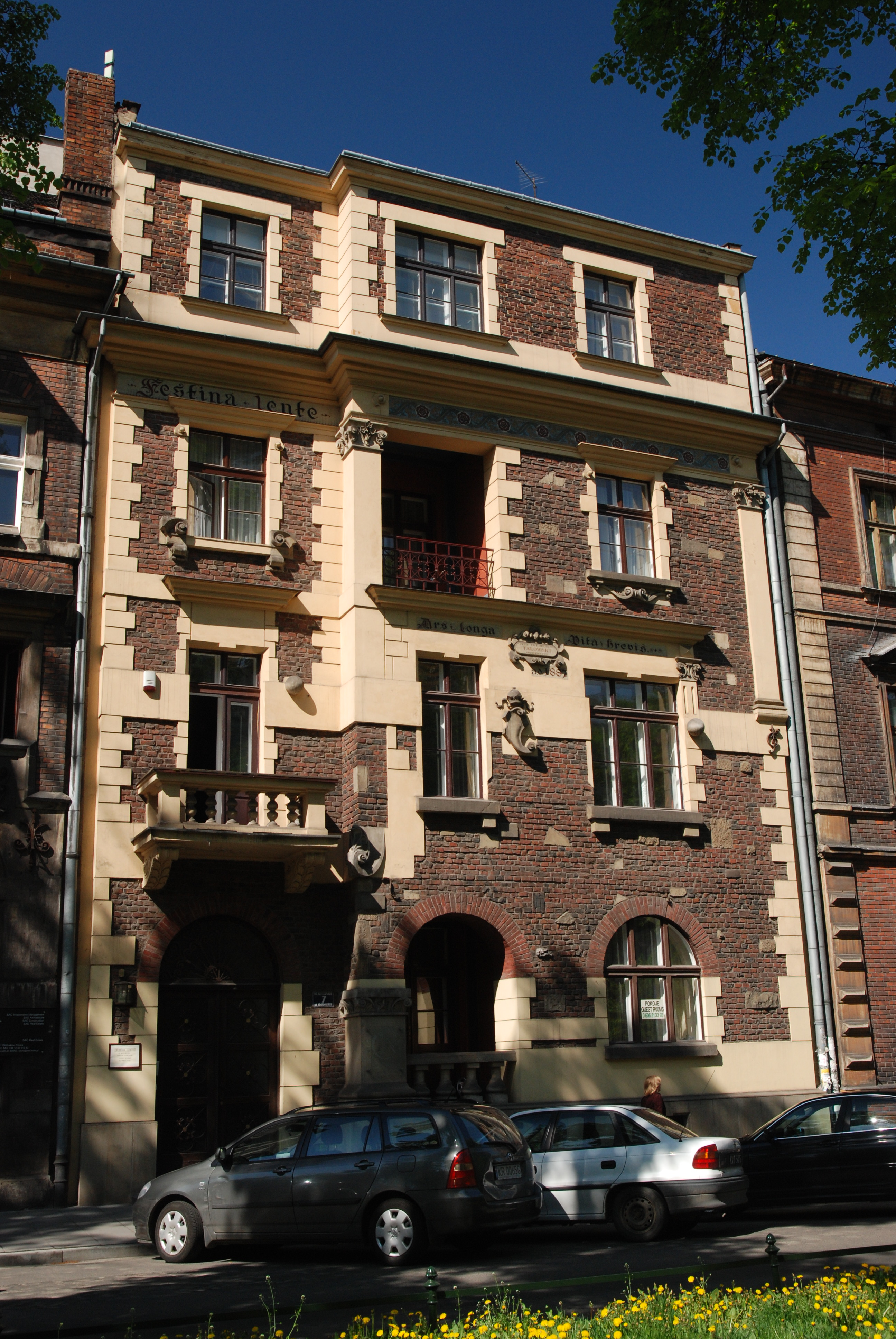
Kamienica Festina lente
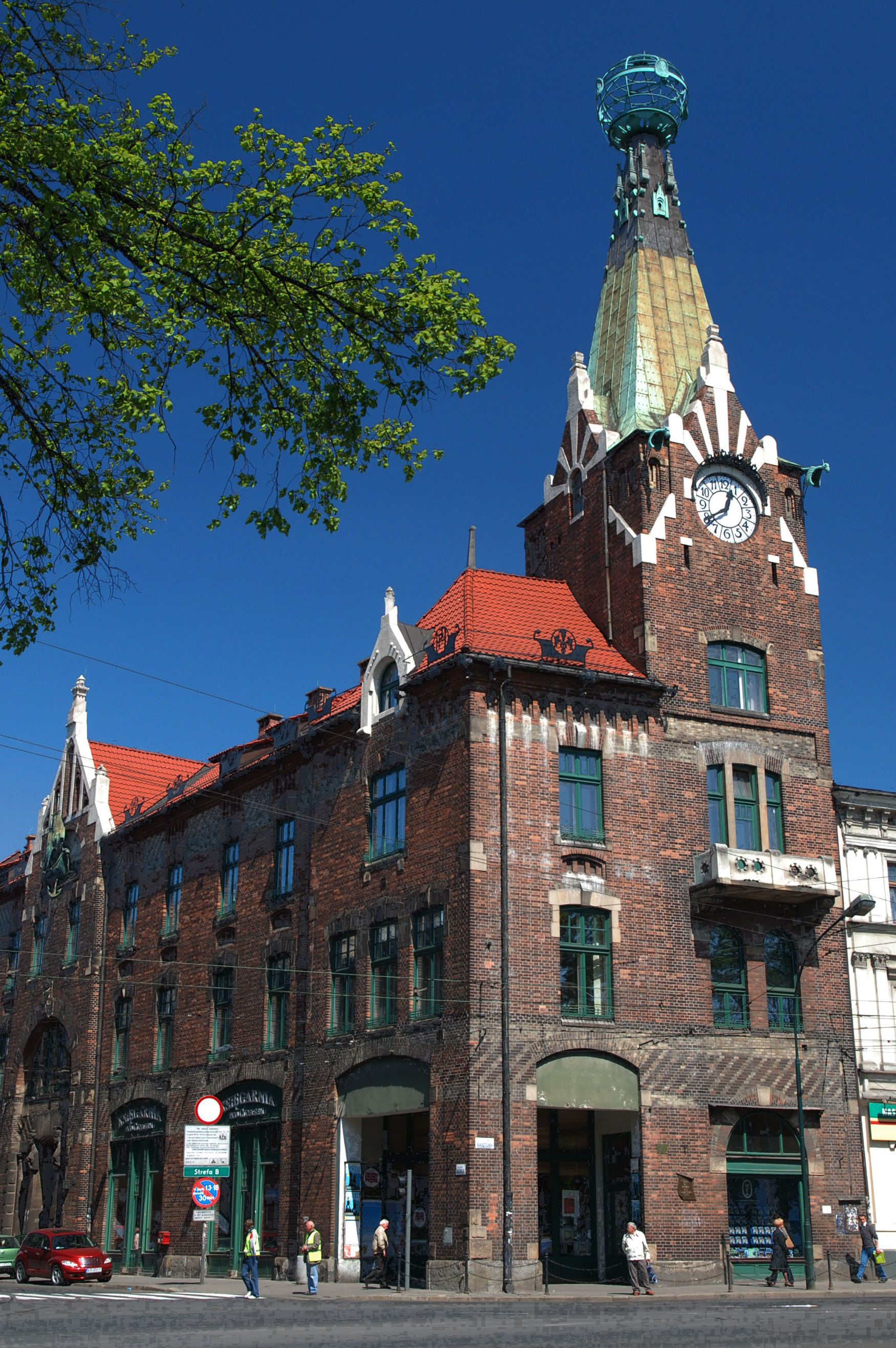
Dom Pod Globusem
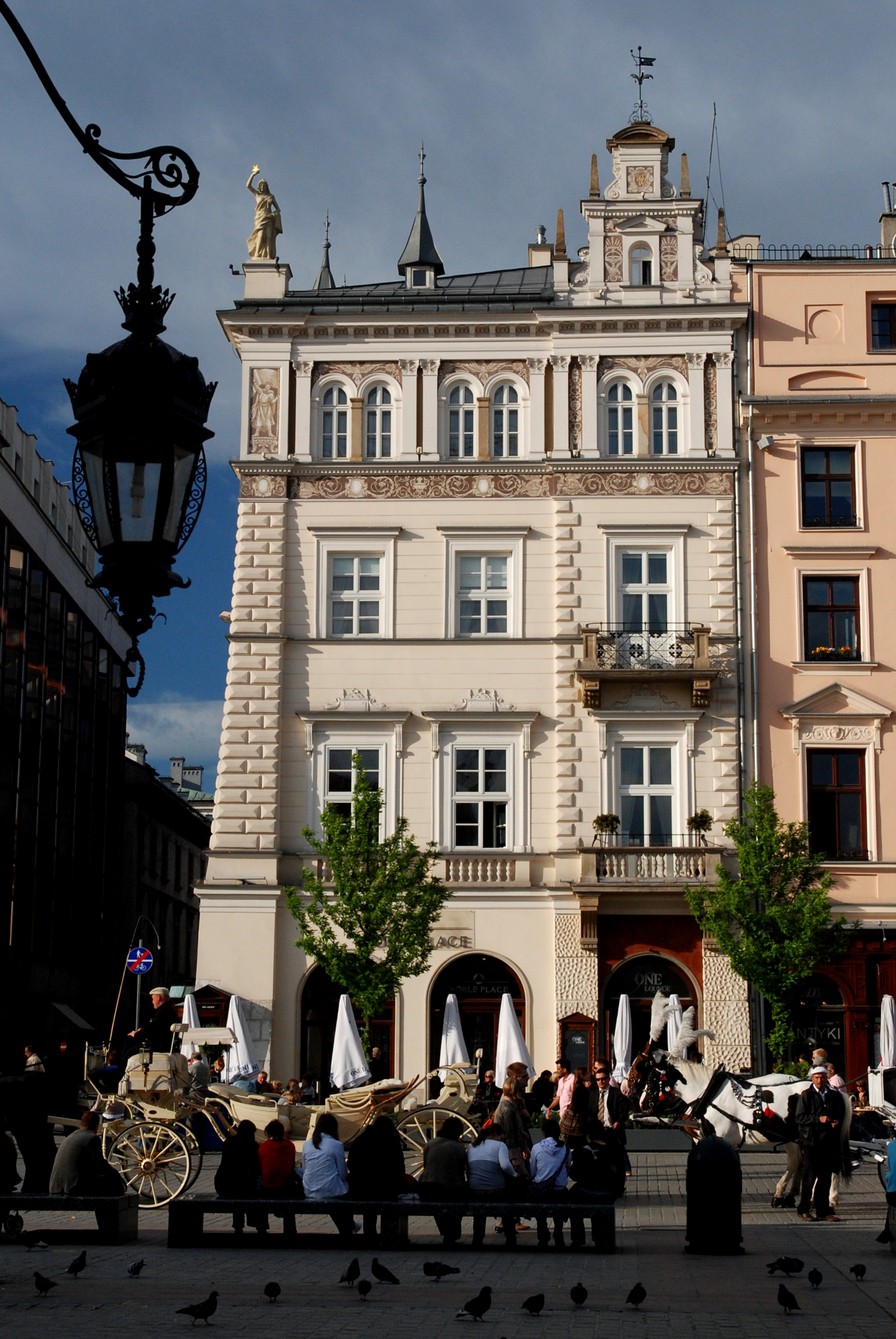
Kamienica Zacherlowska
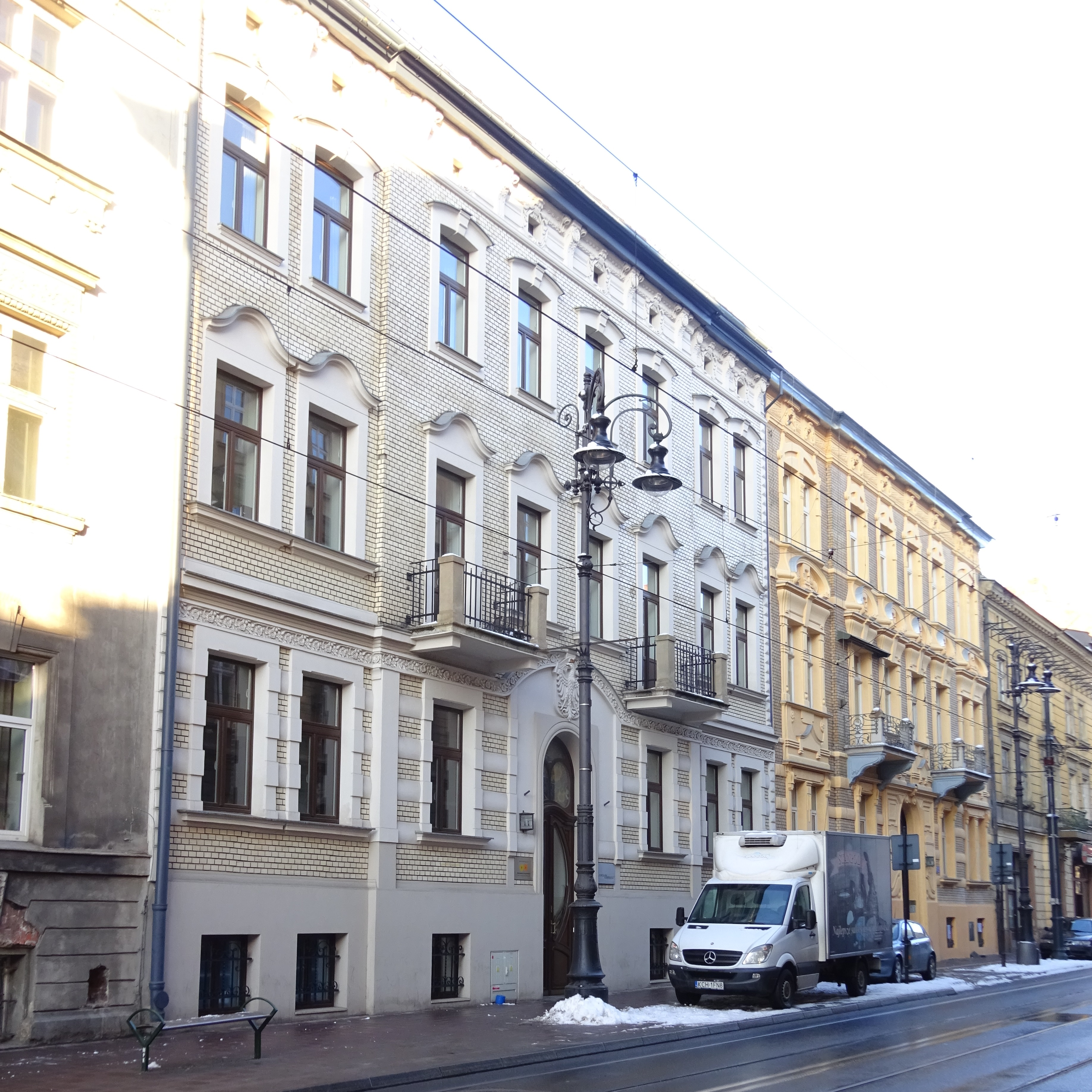
Secesyjne kamienice przy ul. Piłsudskiego 11 oraz 9